# Lucien Van Impe
Lucien Van Impe (Mere, 20 ottobre 1946) è un ex ciclista su strada e dirigente sportivo belga.
Professionista dal 1969 al 1987, vinse il Tour de France 1976. Considerato uno dei più grandi scalatori di tutti i tempi, conquistò sei volte la speciale classifica al Tour de France e due al Giro d'Italia. Al Tour de France vinse complessivamente nove tappe.

## Carriera
Orientava le sue stagioni prevalentemente sulle gare a tappe come il Tour de France, che vinse nel 1976 e a cui partecipò complessivamente 15 volte, giungendo sempre al traguardo di Parigi (terza miglior prestazione dopo quelle di George Hincapie e Joop Zoetemelk e al pari di Vjačeslav Ekimov che lo ha eguagliato nell'edizione 2006).
È stato un efficace scalatore, in grado di aggiudicarsi per sei volte la maglia a pois della classifica di specialità al Tour de France, il che lo portò ad eguagliare il record di Federico Bahamontes, che lo aveva lanciato agli inizi della carriera. Il record è stato infranto nel 2004 da Richard Virenque.
Chiusa, a 41 anni, la carriera da ciclista, Van Impe è rimasto nel mondo del ciclismo con altri incarichi. Nel triennio 2005-2007 è stato team manager della Unibet.com, mentre dal 2008 al 2012 è stato nello staff tecnico della Verandas Willems/Accent Jobs.

## Palmarès
- 1968 (Dilettanti)

9ª tappa Tour de l'Avenir
- 1969 (Dilettanti)

Classifica generale Vuelta Ciclista a Navarra
- 1972

12ª tappa Tour de France (Carpentras > Orcières-Merlette)
- 1973

3ª tappa Tour de Romandie
3ª tappa Grand Prix du Midi Libre
12ª tappa, 2ª semitappa Tour de France (Thuir > Pyrénées 2000)
- 1975

1ª tappa Tour de l'Aude (Limoux)
3ª tappa Tour de l'Aude (Carcassonne)
Classifica generale Tour de l'Aude
14ª tappa Tour de France (Aurillac > Puy-de-Dôme)
18ª tappa Tour de France (Morzine > Châtel)
1ª prova Escalada a Montjuich
- 1976

Polymultipliée
4ª tappa, 2ª semitappa Grand Prix du Midi Libre
2ª tappa, 2ª semitappa Tour de l'Aude (Limoux)
14ª tappa Tour de France (Saint-Gaudens > Saint-Lary-Soulan)
Classifica generale Tour de France
- 1977

6ª tappa Critérium du Dauphiné Libéré
7ª tappa Tour de Suisse (Bellinzona > Bürglen)
8ª tappa Tour de Suisse (Bürglen > Flumserberg)
15ª tappa, 2ª semitappa Tour de France (Morzine > Avoriaz, cronometro)
- 1979

15ª tappa Vuelta a España (Gijón > León)
16ª tappa Tour de France (Morzine > Les Menuires)
7ª tappa, 1ª semitappa Volta Ciclista a Catalunya (Castell-Platja d'Aro > Tossa de Mar, cronometro)
- 1981

5ª tappa Tour de France (Saint-Gaudens > Saint-Lary-Soulan)
La Poly Normande
- 1983

19ª tappa Giro d'Italia (Bibbiena > Pietrasanta)
Campionati belgi, Prova in linea
11ª tappa Tour de France (Morzine > Avoriaz, cronometro)
- 1986

1ª tappa Vuelta a los Valles Mineros
Classifica generale Vuelta a los Valles Mineros

### Altri successi
- 1970

Circuito di Nottingham Forest
- 1971

Classifica scalatori Tour de Romandie
Classifica scalatori Tour de France
- 1972

Classifica scalatori Tour de France
- 1973

Plogastel Saint-Germain
- 1974

Circuito di Lallaing
Circuito di Outer
- 1975

Classifica scalatori Critérium du Dauphiné Libéré
Classifica scalatori Tour de France
Lescouet-Jugon
Criterium di Mere
Kitzbuehl Kermesse
Circuito di Lannion
Circuito di Ottignies
- 1976

Classifica scalatori Critérium du Dauphiné Libéré
Criterium di Brette-les-Pins
Criterium di Plancoet
Criterium di Josselin
Circuito di Le Creusot
Circuito di Marmande
- 1977

Classifica scalatori Critérium du Dauphiné Libéré
Classifica scalatori Tour de France
Trophée des Cimes
Criterium di Aalst
Geraardsbergen Criterium
Criterium di Dunières
Criterium di Plaintel
Criterium di Serenac
Criterium di Pléaux
- 1978

Geraardsbergen Criterium
Circuito di Lamaul-Guimileau
- 1979

Criterium di Assenede
Circuito di Mende
Circuito di Pamplona
- 1980

Classifica scalatori Giro di Svizzera
Criterium di Tirlemont
- 1981

Classifica scalatori Tour de France
Criterium di Obernai
Criterium di Aalst
Criterium di Moerbeke
Criterium di Courtrai
- 1982

Classifica scalatori Giro d'Italia
Circuito di Santa Croce sull'Arno
Circuito di Kalmthout
- 1983

Classifica scalatori Giro d'Italia
Classifica scalatori Tour de France
Heusden-Destelbergen
Criterium di Mere
Criterium di Ronse
Criterium di Dinsel
- 1984

Buggenhout-Opstal
Visp-Grächen
- 1987

Criterium di Mere

## Piazzamenti

### Grandi Giri
- Giro d'Italia

1982: 4º
1983: 9º
1984: 7º
1985: 13º
- Tour de France

1969: 12º
1970: 6º
1971: 3º
1972: 4º
1973: 5º
1974: 18º
1975: 3º
1976: vincitore
1977: 3º
1978: 9º
1979: 11º
1980: 16º
1981: 2º
1983: 4º
1985: 27º
- Vuelta a España

1979: 5º
1986: 11º

### Classiche monumento
- Milano-Sanremo

1978: 26º
- Giro delle Fiandre

1971: 52º
1976: 13º
- Liegi-Bastogne-Liegi

1970: 10º
1972: 33º
1974: 41º
1975: 18º
1976: 21º
1979: 6º
1980: ritirato
1987: 87º
- Giro di Lombardia

1979: 28º

### Competizioni mondiali
- Campionati del mondo su strada

Gap 1972 - In linea: 38º
Yvoir 1975 - In linea: 9º
Ostuni 1976 - In linea: 44º
San Cristóbal 1977 - In linea: ritirato
Altenrhein 1983 - In linea: 33º
Barcellona 1984 - In linea: ritirato